# Kuckelberg
Kuckelberg ist ein Ortsteil im Stadtteil Romaney von Bergisch Gladbach nördlich der Bundesstraße 506.

## Geschichte
Die mittelalterliche Siedlungsgründung Kuckelberg, die in Ober- und Unterkuckelberg zerfiel, ist für das Jahr 1400 urkundlich belegt. Bereits 1351 wird ein Hof unter dem Namen Kuchgelenberg erwähnt, womit wahrscheinlich die Siedlung Kuckelberg gemeint ist. Die ursprüngliche Siedlung entwickelte sich in der Frühneuzeit zu einem kleinen Weiler. Das Bestimmungswort Kuckel ist vermutlich aus dem mittelhochdeutschen kukuk hervorgegangen und steht als mundartliche Form für den Vogel Kuckuck.
Die Topographia Ducatus Montani des Erich Philipp Ploennies, Blatt Amt Porz, belegt, dass der Wohnplatz 1715 mit drei Höfen als Kuckelberg bezeichnet wurde.
Carl Friedrich von Wiebeking benennt die Hofschaft auf seiner Charte des Herzogthums Berg 1789 als Kukelberg. Aus ihr geht hervor, dass Kuckelberg zu dieser Zeit Teil der Honschaft Combüchen im Kirchspiel Paffrath war.
Unter der französischen Verwaltung zwischen 1806 und 1813 wurde das Amt Porz aufgelöst und Kuckelberg wurde politisch der Mairie Gladbach im Kanton Bensberg zugeordnet. 1816 wandelten die Preußen die Mairie zur Bürgermeisterei Gladbach im Kreis Mülheim am Rhein. Mit der Rheinischen Städteordnung wurde Gladbach 1856 Stadt, die dann 1863 den Zusatz Bergisch bekam.
Der Ort ist auf der Topographischen Aufnahme der Rheinlande von 1824 als Kukelberg und ab der Preußischen Uraufnahme von 1840 als Kuckelberg verzeichnet.
| Jahr | Einwohner | Wohn- gebäude | Kategorie | Bemerkung      |
| ---- | --------- | ------------- | --------- | -------------- |
| 1822 | 10        |               | Hofstelle | Kukelberg gen. |
| 1830 | 40        |               | Hofstelle |                |
| 1845 | 34        | 6             | Hofstelle |                |
| 1871 | 20        | 3             | Hofstelle |                |
| 1885 | 39        | 5             | Wohnplatz |                |
| 1895 | 32        | 7             | Wohnplatz |                |
| 1905 | 27        | 7             | Wohnplatz |                |

Kuckelberg war bis zur Abpfarrung Hebborns Anfang des 20. Jahrhunderts Teil der Pfarre Paffrath.

## Bergbau
Schon vor über zweitausend Jahren hat in der Umgebung von Kuckelberg Bergbau stattgefunden. Westlich von Kuckelberg kann man heute noch Pingen sehen, die den oberflächennahen Bergbau auf Eisen repräsentieren. Mit dem Beginn der Montanindustrie wurde dort die Grube Prinz Wilhelm verliehen.